# USS LST-526
O USS LST-526 foi um navio de guerra norte-americano da classe LST que operou durante a Segunda Guerra Mundial.